# Inverigo
Inverigo (Inverigh in dialetto brianzolo, AFI: /iŋveˈriːk/) è un comune italiano di 9 178 abitanti della provincia di Como in Lombardia.

## Geografia fisica
Inverigo si trova nella Brianza comasca occidentale, lungo il fiume Lambro.
Lo sviluppo urbano è avvenuto in modo concentrico attorno alle residenze degli antichi signori delle frazioni che compongono il comune.
Parte del territorio comunale fa parte del Parco Regionale della Valle del Lambro.
Il comune ha anche delle frazioni: Villa Romanò, Romanò Brianza, Cremnago, Santa Maria, La Fornacetta, Bigoncio e Guiano.

## Origini del nome
Il nome del comune nasce dalla fusione della preposizione di luogo in con l'antico toponimo celtico wāri-ik-(o), che significa "luogo o abitato a est", probabilmente per riferimento all'area di antica colonizzazione insubre che si estendeva dalla Spina Verde a Cantù.
In un documento datato 996, il luogo è menzionato come Euvuirico o Euvurico.
Un'altra ipotesi teorizza un'origine legata alla presenza di acqua, sulla base di un documento del XII secolo che riporta la dicitura Aiguerigium, ove la radice aigue-, identificherebbe il termine celtico per indicare l'acqua. Coerente con quest'ipotesi sarebbe anche la versione Imbericius, frutto di una contrazione dall'unione dei termini latini imber (pioggia) e vicus (agglomerato di case). Meno probabile sembra invece un'ulteriore teoria, secondo la quale il toponimo potrebbe derivare dall'espressione latina In vere vicus, a indicare un vicus in primavera.

## Storia
Da Inverigo, in epoca romana, passavano la via Regina, strada romana che collegava il porto fluviale di Cremona (la moderna Cremona) con Clavenna (Chiavenna) passando da Mediolanum (Milano), e la via Mediolanum-Bellasium, strada romana che metteva in comunicazione Mediolanum (Milano) con Bellasium (Bellagio). A quest'epoca risale un’anfora vinaria ritrovata all'interno della tenuta di Villa Mezzanotte.
Ai tempi della Signoria di Milano, gli “Statuti delle acque e delle strade del contado di Milano fatti nel 1346” riportano “el locho da Ayverigo” tra le località che, all'interno della pieve di Mariano, erano incaricate della manutenzione della “strata da Niguarda”.
Sotto il Ducato di Milano, Inverigo fu retto come feudo dalla famiglia Marliani in maniera quasi ininterrotta dal 1450 al 1683, salvo per una breve parentesi in cui, dal 1538, per qualche anno la località e tutta la pieve di Mariano furono nelle mani della famiglia Giussani. Nel 1683 Inverigo passò quindi alla famiglia dei Crivelli, che già nel 1664 aveva avviato imponenti lavori architettonici entro i confini comunali. I Crivelli mantennero il privilegio del feudo fino al XVIII secolo. Nel 1751 il comune d'Inverigo amministrava anche i cassinaggi di Alzacoda, Ghelio, Brugiata, Palazzo, Curcietto, Mandresca, Rochina, “Casa Nova”, Mongodio, “Il Duno”, Navello,” Merè di sotto”,” Merè di sopra”, Biscioia, Pampello, Molinello “Santa Maria la Noce”, Colombarolo e Pomelasca (o Pomellasca), ove quest'ultimo era tuttavia separato da Inverigo dal punto di vista fiscale. Quando nel 1786 la Lombardia austriaca fu suddivisa in province, il comune di Inverigo con Pomellasca, sempre facente parte della pieve di Mariano, venne inserito nella Provincia di Milano.
Un decreto napoleonico del 1807 finalizzato a una riorganizzazione amministrativa del Regno d'Italia comportò un allargamento del territorio d'Inverigo, al quale vennero aggregati i comuni di Brenna ed uniti, Cremnago, Romanò ed uniti e Villa Romanò.
L'aggregazione tuttavia abrogata in seguito alla caduta di Napoleone, quando la Lombardia tornò in mano austriaca. In questo contesto, la nuova compartimentazione territoriale del Regno lombardo-veneto comportò l'inserimento del comune di Inverigo con Pomelasca nella provincia di Como.
Cremnago, Romanò Brianza, Villa Romanò e Bigoncino entrarono definitivamente a far parte d'Inverigo nel 1929.

### Simboli
Lo stemma è stato concesso con regio decreto del 6 luglio 1933.
Il gonfalone, concesso con D.P.R. del 25 giugno 1953, è un drappo partito di bianco e di rosso.

## Monumenti e luoghi d'interesse

### Architetture religiose

#### Santa Maria della Noce
Il santuario di S. Maria della Noce fu eretto nel primo quarto del XVI secolo su volontà di Carlo Borromeo, seguendo un progetto di Pellegrino Tibaldi. Il santuario si trova sul sito dove nel 1501 si sarebbe verificata una presunta apparizione della Madonna ad alcuni bambini presso un noce. Completato attorno al 1660 su intervento della famiglia Crivelli, il Santuario si apre sulla storica piazza del mercato, florido luogo di scambi commerciali dal XV secolo alla crisi della bachicoltura del XX secolo. Rimaneggiato e rifatto più volte nel corso dei secoli, il santuario deve le sue forme attuali ad alcuni interventi architettonici avvenuti durante l'Ottocento.
Il campanile, ben più antico del Santuario, è una medievale torre squadrata in cotto, databile al XV secolo, probabilmente inserita nel contesto di un sistema di torri di segnalazione che collegavano Lecco, Erba, Cantù e Mariano.
Internamente, il santuario ospita un affresco cinquecentesco, una pala d'altare di Francesco Crivelli raffigurante una Visitazione (XVI secolo), un'Orazione nell'orto dipinta da Antonio Campi nel 1577 e una pala di Pier Francesco Mazzucchelli del 1618 raffigurante San Carlo Borromeo. Alla scuola dei pittori Nuvolone è invece una tela del 1671 che raffigura un'Apparizione dell'Immacolata a Giovanni Battista Crivelli, scena ambientata nel Viale Monumentale dei Cipressi di Inverigo.

#### Chiesa di San Vincenzo
Cremnago ospita la chiesa di San Vincenzo (1606), costruita a partire da una piccola chiesa di campagna che, in accordo con un'usanza dell'Alto Medioevo, veniva indicata con l'appellativo di "basilica", probabilmente in quanto veniva utilizzata per la commemorazione dei defunti e il culto dei santi. A questa denominazione si rifà la cascina Baserga sita accanto alla chiesa ("Baserga" deriva proprio da "basilica").
In sacrestia si conservano quattro antichi stendardi processionali, tra i quali uno in stile gotico, realizzato nel 1884 su commissione della confraternita del Santissimo Sacramento.

#### Chiesa parrocchiale di Sant'Ambrogio
La chiesa di Sant'Ambrogio si presenta con una struttura cinquecenteca, più volte rimaneggiata tra i secoli XVIII e XX, con Paolo Mezzanotte a curare gli interventi realizzati nel corso del primo trentennio del Novecento. A quest'ultima campagna di ristrutturazioni risale la scultura che, in facciata, raffigura il santo titolare della chiesa.
Internamente, una parete della navata ospita una grande tela su olio primoseicentesca — probabilmente un'antica pala — nella quale il santo titolare è raffigurato in mezzo a due angeli che tengono in mano l'uno un libro, l'altro una croce astile. Nel coro trovano posto altre quattro tele, realizzate all'inizio del Settecento da Carlo Preda, raffiguranti i primi quattro Dottori della Chiesa. Alla fine dello stesso secolo risale un paliotto conservato nella sacrestia e dedicato a Sant'Ambrogio, al quale sono dedicate anche due vetrate installate al termine delle ristrutturazioni conclusesi con la riconsacrazione dell'edificio da parte dell'arcivescovo Schuster (1931). La sacrestia ospita inoltre uno stendardo datato 1898; l'opera riporta, su un lato, San Giuseppe col Bambino tra cherubini e i santi Ambrogio e Carlo Borromeo, mentre sull'altro lato Gesù Bambino è in compagnia della Madonna del Carmelo e dei santi Simone Stock e Pietro.
Il campanile ospita un concerto di 6 Campane in Sib2 della Fonderia Bizzozero di Varese del 1856.

#### Altro
- Chiesa del Navello (Oratorio S.Andrea al Navello, con preziosi affreschi attribuiti ai Fiammenghini[27] e storico altare), situata all'interno dell'ex Area Victory.
- Chiesetta di Pomelasca, realizzata nel 1952 in stile neoromanico da Ambrogio Anoni nella tenuta di Pomelasca, situata alla convergenza tra i territori Inverigo, Lurago d’Erba e Lambrugo[7]. La tenuta comprende inoltre la cappella di famiglia della famiglia Sormani, situata al piano terra dell'omonima villa[7].Chiesa all'interno della tenuta di Pomelasca
- A Villa Romanò: chiesa di San Lorenzo (XV secolo),[28] al cui interno conserva una volta originariamente affrescata a cavallo tra il Quattrocento e il Cinquecento.[29] Nel corso dei secoli la chiesa fu oggetto di rimaneggiamenti e ristrutturazioni, tra cui la realizzazione di un prolungamento dell'abside verso oriente (1899).[29]
- A Villa Romanò: chiesa di San Biagio, già attestata dagli scritti di Goffredo da Bussero nel XIII secolo. La chiesa venne aggregata alla parrocchia di Villa Romanò da quella di Arosio ad opera di Carlo Borromeo, nel 1582[30]. Nel corso dei secoli la chiesa fu oggetto di numerosi restauri, tra cui quello del 1952 su progetto di Paolo Mezzanotte[30].
- A Romanò Brianza: chiesa di San MIchele Arcangelo (ante 1601)[31]
- A Cremnago: oratorio dell'Immacolata, in stile barocco,[7] situato all'interno di Villa Perego.[32] Internamente, una Madonna col Bambino del XVII secolo e una Crocifissione del Bergognone.[33]
- A Cremnago: oratorio di San Giuseppe[34]

### Architetture civili

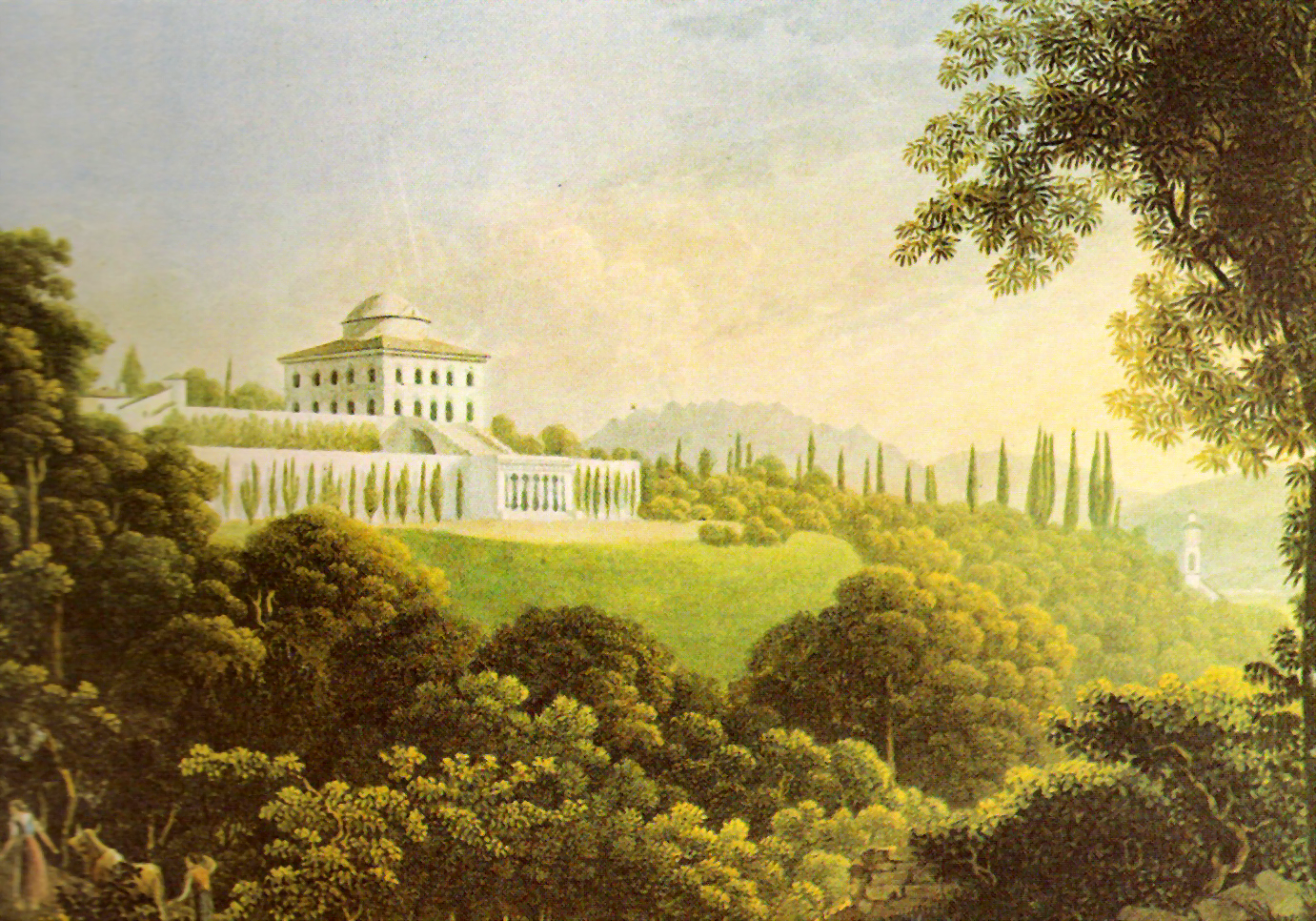
Villa La Rotonda

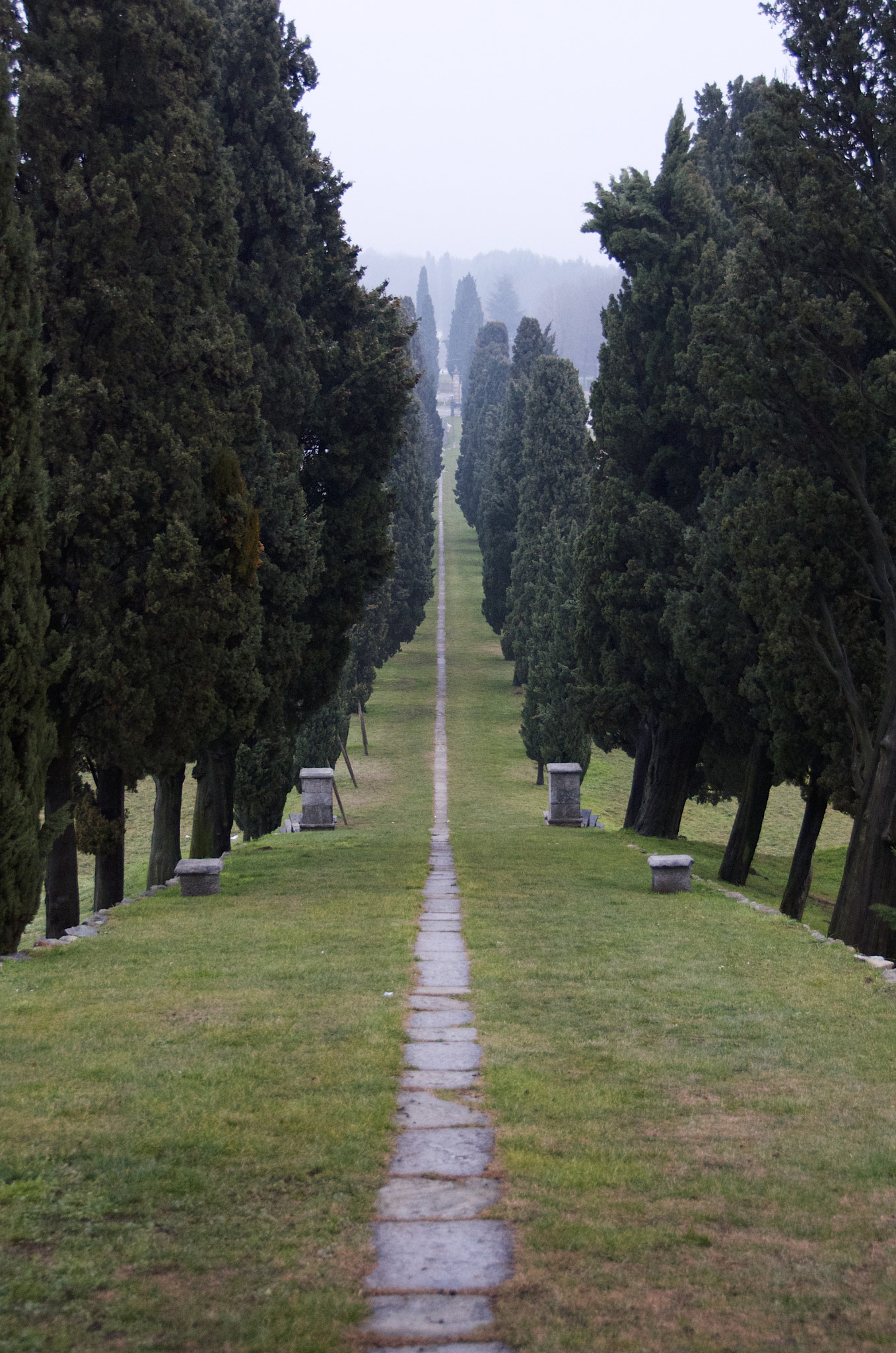
Viale Dei Cipressi

#### Villa la Rotonda
Villa la Rotonda, è opera dell'architetto neoclassico Luigi Cagnola, realizzata tra il 1813 e la metà circa del successivo decennio, si trova sul più alto colle di Inverigo.

#### Castello e villa Crivelli
Villa Crivelli, inserita in un grande giardino in parte alla francese e in parte all'italiana, comprende tre corpi secenteschi uniti da un portico neoclassico dotato di colonne doriche, realizzato da Leopoldo Pollack nel 1814.
La villa fu costruita nel 1683 da Flaminio Crivelli, sulla base di un castello bassomedievale che fin dal XV secolo era stato abitato dalla stessa famiglia Crivelli. Del Castello Crivelli rimane oggi solamente una torre. Del giardino alla francese che nel XIX secolo abbelliva la villa non resta invece più nulla.

#### Viale Monumentale dei Cipressi
L'ex Area Victory ospita il Viale Monumentale dei Cipressi dagli Obelischi alle statue. Si tratta un corso alberato di 2 km che, attraverso una prospettiva a cannocchiale, fu realizzato a più riprese tra il 1664 (o 1644) e il 1722 dalla famiglia Crivelli per collegare in un'unica linea visiva la Scala del Gigante, Villa Crivelli, il Santuario di Santa Maria della Noce e il Roccolo del Navello. Lungo il tratto fra il Santuario e la Villa, cioè quello più antico (voluto da Giovan Battista Crivelli), è possibile individuare l'abside della vecchia chiesa romanica di San Silvestro, inglobato da Leopoldo Pollack nel muro di sostegno di una delle due terrazze panoramiche della Villa. Sul lato opposto, che da Villa Crivelli si estende in direzione di quella che un tempo era la strada della Valassina, il viale conduce alla cosiddetta "Scala del Gigante", che deve il suo nome alla presenza di una mastodontica statua marmorea oggi troppo rovinata per poterne identificare le sembianze (forse un ciclope o Ercole).

#### Villa Perego
Villa Perego, edificata per volere del canonico Giovanni Perego tra il 1738 e il 1745, venne progettata dall'architetto Carlo Giuseppe Merlo, realizzando l'esterno in stile neoclassico e l'interno in stile rococò.
Tra il 1794 (o 1793) e il 1796 (o 1798) venne ristrutturata dall'architetto Simone Cantoni, il quale si occupò delle scuderie, del parco e della realizzazione di una terrazza panoramica.
A lato delle scuderie si trova una cappella dedicata all'Immacolata, forse già esistente al momento di costruzione della villa, edificio sacro che ospita l'affresco di una Crocifissione con la Madonna e san Giovanni, assieme ai santi Gregorio Magno, Giovanni Battista, Agostino Aurelio, Benedetto da Norcia, Ambrogio e Stefano. Il dipinto, attribuito al Bergognone si trovava nella cappella del convento milanese di Sant'Erasmo in via Borgonuovo, edificio comprato dai Perego sul finire del XIX secolo.
Il complesso nel quale la villa è inserita comprende anche alcune serre attribuite a Giuseppe Piermarini.
Durante la seconda guerra mondiale, villa Perego ospitò in via provvisoria parte delle collezioni del Museo teatrale alla Scala.

#### Villa Mezzanotte
Villa Mezzanotte (già Villa Gallarati), fu dimora dell'architetto Paolo Mezzanotte. La villa, inserita in un giardino simmetrico rispetto al viale d'accesso e dotato d'impianto prospettico monumentale, comprende un edificio padronale con alcuni rustici, tra cui un roccolo.

#### Villa Sormani
Villa Sormani è situata all'interno della tenuta di Pomelasca, immersa in un parco comprensivo di piante di numerose specie, tra cui cedri, faggi, sequoie giganti, tigli e palme. L'aspetto della villa fu convertito da uno stile seicentesco a uno neoclassico per opera di Carlo Amati.

#### Altro
- Tenuta Bonacina, nei pressi della ex Area Victory
- Monumento ai caduti edificato nel 1936

### Aree naturali
- L'orrido di Inverigo (facente parte del Parco regionale della Valle del Lambro[46]), all'interno dell'ex Area Victory, è una valle attraversata da 34 fonti di acqua sorgiva che formano vasche naturali, un tempo considerate le "terme della Brianza".[47]

## Società

### Evoluzione demografica
- 575 nel 1751 con Pomelasca
- 648 nel 1771
- 681 nel 1799
- 670 nel 1805
- 2 089 nel 1809 dopo annessione di Brenna, Cremnago, Romanò e Villa Romanò
- 1 109 nel 1853
- 1 229 nel 1861
- 1 350 nel 1881
- 1 591 nel 1901
- 1 603 nel 1921
- 4 550 nel 1931 dopo annessione di Cremnago, Romanò e Villa Romanò fatta nel 1929

Abitanti censiti

## Cultura

### Istruzione

#### Biblioteca Comunale
La Biblioteca Comunale ha sede negli spazi dell'ex asilo nido, nella frazione di Villa Romanò, accanto alla Scuole Elementari, in via Carlo Bianchi.

### Media

#### Radio e Tv
A Inverigo è esistita tra il 1977 e il maggio 1983 una delle prime emittenti radiofoniche della Brianza, Radio Nevada International FM 102,9 e 104,4 MHz. Questa ultima frequenza veniva esercitata attraverso un ripetitore da 250 W posizionato in collina. Il trasmettitore, acquistato dalle forze armate americane di stanza a Monte Penice, permetteva a Radio Nevada International di raggiungere le zone sud di Milano.
Stazione molto seguita al tempo, soprattutto tra i giovani, aveva tratto il curioso nome da un pacchetto di gomme da masticare presente sul tavolo della riunione dei soci al momento della fondazione. Fu invece il pittore Emilio Alberti a ideare e dipingere il tricheco quale logo della radio. 
Un'altra curiosità relativa a questa emittente consisteva nella sede: inizialmente posizionata a Carugo, successivamente traslocò presso il Bar da Teresina a Cremnago di Inverigo, in Via Sabotino n. 23, dove per gli ultimi anni R.N.I. ebbe sede. Qui erano stati ricavati due locali dedicati alla stazione da dove le trasmissioni avvenivano 24 ore su 24 e 7 giorni su 7. Gli avventori del locale pubblico, quindi, potevano assistere alle trasmissioni della radio in diretta dal locale.
Nel maggio del 2013 viene presentato "Radio Nevada International (ovvero l'Italia al tempo delle radio libere)".
Esattamente dopo trent'anni dalla chiusura della radio, grazie al supporto dell'associazione culturale inverighese "Il Muretto Culturale" e all'appoggio dell'amministrazione locale, viene sviluppato un documentario sulla storia di Radio Nevada International, nel quale vengono ricostruite con accuratezza le vicende uniche e divertenti di questa particolare emittente, grazie alla testimonianza della gran parte dei protagonisti di allora, oltre all'inserimento dei jingles originali trasmessi da Radio Nevada International e di alcune foto d'epoca.
Il documentario è stato prodotto dall'associazione sopra citata con la collaborazione di Alioscia Mazzetto di Radio Deejay e Donnie de Moitiè in collaborazione con Davide Rizzi e Valentina Peretti. Il documentario vede inoltre la speciale partecipazione di Leo Valli, noto attore, che mosse i primi passi proprio come imitatore e speaker a Radio Nevada International

### Cinema
La serie televisiva Una grande famiglia, andata in onda durante l'aprile-maggio del 2012, è ambientata e in parte girata ad Inverigo. In alcune scene si vedono la piazza del mercato, la fabbrica "Poliform" (in TV Rengoni), il viale dei cipressi e il bar "Fumagalli" (stazione di polizia).
è inoltre presente un piccolo cinema ad una sala (oramai chiuso ed abbandonato) in Via General Cantore al civico 45

## Economia
Dal primo dopoguerra sino ai primi anni 1990, Inverigo è stato oggetto di un passaggio da economia rurale all'industria artigianale e industriale; in particolare a Inverigo hanno sede alcune delle più importanti aziende del settore dell'arredamento.

## Infrastrutture e trasporti
Inverigo è al centro delle principali arterie di comunicazione dell'Alta Brianza, sulla linea ferroviaria delle Ferrovie Nord Milano e a pochi chilometri dalla Milano-Lecco.
In particolare è presente una stazione posta nel tratto più panoramico della linea Milano-Asso.